# نيقوسيا
نيقوسيا أو نيقوسية أو الأفقوسية (كما كتب ياقوت الحموي) هي عاصمة قبرص وقبرص الشمالية وأكبر مدنها تقع قريبا من وسط الجزيرة كذلك تقع على نهر بيديوس كما تعتبر مدينة نيقوسيا العاصمة الإدارية لمنطقة نيقوسيا كما تضم المدينة مقر الحكومة وتعتبر العاصمة الوحيدة في العالم المقسمة حيث يتبع الجزء الشمالي منها تركيا والجزء الجنوبي قبرص كما يقع مقر جامعة قبرص فيها. تعتبر نيقوسيا مدينة عالمية بحسب المجموعة العالمية للمدن والعولمة.
بعد الأحداث الدامية التي جرت في الجزيرة القبرصية خلال الستينات من القرن الماضي، تم تقسيم العاصمة إلى جزئين حين لجأ القبارصة الأتراك إلى شمال الجزيرة، وإلى القبارصة اليونانيين إلى شمالي وجنوبي الجزيرة. وقد أدى حدوث انقلاب الجزيرة وضمها إلى اليونان في العام 1974 إلى اجتياحها من قبل الجيش التركي ما ترك المدينة حتى الآن مقسومة واعتبرها القبارصة الأتراك منذ ذلك الحين عاصمتهم, علما أن هذه الخطوة كانت تركيا قد أقدمت عليها واعترفت بها بمفردها.في الثالث من أبريل 2008, وفي محاولة لإعادة توحيد الجزيرة ,تم تحطيم جدار يقع في شارع ليدرا يفصل بين قسمي الجزيرة.و تعتبر نيقوسيا أكبر عاصمة في العالم مقسومة إلى جزئين.
يقدر عدد سكان العاصمة جنوب الخط الأخضر الفاصل بحوالي 313400 نسمة(اواخر 2009) بينما يعيش في شماله 84893 نسمة. تعد نيقوسيا مدينة هامة اقتصاديا، حيث تحوي العديد من المحال التجارية، ومركزين تجاريين، والكثير من المطاعم ومراكز الترفيه. المدينة تشكل مركزا لتجارة وصناعة النسيج، الجلود, الفخاريات، البلاستيك والكثير من المنتجات الأخرى، بالإضافة إلى مناجم النحاس المنتشرة فيها.

## التاريخ

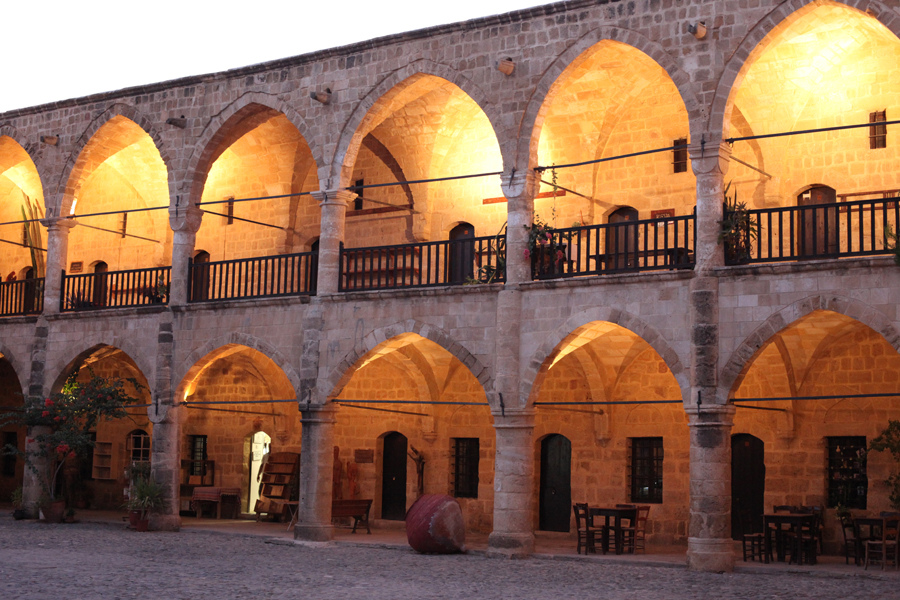
بنيت عام 1572 من قبل العثمانيين, بويوك خان تقع في نيقوسيا وهي أكبر كارونسرا في الجزيرة

كانت نيقوسيا تعد المدينة الدولة في العصور القديمة وكانت تسمى حينئذ بليدرا أو ليدره. وقد كان ملك ليدرا,اوناساغوراس معروفا بولائه وتضحيته لاسرحدون الملك الاشوري في القرن السابع قبل الميلاد. بعد إعادة بنائها من قبل لفكوتيا، ابن بطليموس الأول في العام 300 قبل الميلاد، ظلت ليدرا الهللينية والرومانية بلدة صغيرة وغير هامة ودعيت حينها ليفكوتيا. حين وصل إليها في العام 348 ميلادي أول كاهن مسيحي يدعى تريفيليوس، كانت تلك البلدة تسمى حينها ليفكوسيا أو ليدرا.
منذ القرن العاشر الميلادي، ونتيجة لازدياد أهمية المدينة التي ظلت تسمى ليفكوسيا في ذلك الوقت، أصبحت ليفكوسيا عاصمة الجزيرة، وزادت أهميتها نتيجة للأخطار التي شكلتها للمن الساحلية الأخرى في الجزيرة مثل بافوس وسالاميس والتي نزح أهلها إلى ليفكوسيا.
وكانت هذه المنطقة قد تم حكمها من قبل ملوك قبرص اللوسينيون منذ العام 1192، ثم وقعت تحت السيطرة البندقية في العام 1489، ووقعت تحت السيطرة العثمانية في العام 1571, وقد صارت حينها معروفة بالشارع التجاري الذي يحمل نفس الاسم.
و كان تعبير نيقوسيا قد تم استعماله للمرة الأولى مع وصول الملوك اللوسينيين. وقد كان الفاتحون الفرنجة غير مهتمين أو غير واعين للتسمية لهذه المدينة، حيث كانت تسمى نيقوسيا بدلا من ليفكوسيا، وهكذا قد تم اعتماد تسمية نيقوسيا للمرة الأولى.وفي عهد الفرنجة، شهدت نيقوسيا نهضة ثقافية، وقد تم بناء الكثير من الصروح والقصور والكنائس والكاتدرائيات خلال القرنين الخامس عشر والسادس عشر الميلادي.
تجدر الإشارة أن 20000 من سكان المدينة قد لقوا حتفهم نتيجة الحصار العثماني عام 1570, إضافة إلى الكوارث التي سببتها الطبيعة حينا والبشر حينا اّخر خلال القرن التاسع عشر، والتي كان أبرزها الرد الدموي للأتراك على الثورة التي حصلت ضدهم عام 1821.
كما كان للكوليرا حصة في الكوارث التي اجتاحت المدينة عام 1835, عدا عن الحريق الذي اجتاح أجزاء كبيرة من المدينة عام 1857. مع العلم أن السيطرة البريطانية على الجزيرة تمت عام 1878, حيث شكلت نيقوسيا عاصمة للمستعمرة البريطانية.
عدا عن ذلك، فإن نيقوسيا كانت مسرحا لأعمال عنف سبقت الاستقلال القبرصي عام 1960. ونظرا إلى الصراع الذي حصل بين القوات اليونانية وتلك التركية على الجزيرة، فإن الأمم المتحدة قد أقامت ما يسمى بالخط الأخضر لحفظ السلام في تلك المنطقة.
يبقى أن مقابر الملوك اللوسينيين موجودة فيما كان يسمى بكاتدرائية صوفيا، وقد أصبح الاّن مسجدا يقع في شمال الجزيرة وتتواجد فيه قوات تركية. أما قلب المدينة قد حفظ بشكل جيد عبر الدعائم الفينيسية المبنية في القرن السادس عشر، والذي يحيط قلب المدينة القديم والذي يعود إلى حقبة القرون الوسطى.

## معالم المدينة
احتلت نيقوسيا مكانة لا تحسد عليها لكونها العاصمة ذات المساحات الخضراء الأقل في أوروبا، فقد غطت الأشجار ثلاثة بالمئة فقط من المدينة.

### جنوب الخط الأخضر
يقع شارع ليدرا في وسط المدينة المسورة. الشارع تاريخيًا أكثر شوارع التسوق ازدحامًا في العاصمة وتؤدي الشوارع المجاورة إلى الجزء الأكثر حيوية في المدينة القديمة بشوارع ضيقة، ومحلات، وبارات، ومقاهي فنية. يعد الشارع اليوم نصبًا تاريخيًا بحد ذاته، حيث يغطي طوله نحو كيلومتر واحد (0.6 ميل) ويربط الأجزاء الجنوبية والشمالية من المدينة القديمة. خلال كفاح إيوكا الذي استمر منذ عام 1955 وحتى 1959، اكتسب الشارع لقبًا غير رسمي وهو «الميل القاتل» في إشارة إلى استهداف الاستعماريين البريطانيين بشكل متكرر من قبل المقاتلين الوطنيين على طول مساره. في عام 1963، أثناء اندلاع الأعمال العدائية بين طائفتي القبارصة اليونانيين والقبارصة الأتراك، عقب الإعلان عن تعديلات على الدستور القبرصي، انسحب القبارصة الأتراك إلى الجزء الشمالي من نيقوسيا التي أصبحت واحدة من الجيوب القبرصية التركية العديدة الموجودة في جميع أنحاء الجزيرة. أغلِقت الشوارع المختلفة التي امتدت بين الجزء الشمالي والجنوبي من المدينة، بما في ذلك شارع ليدرا. أثناء غزو الجيش التركي لقبرص عام 1974، احتلت القوات التركية شمال نيقوسيا (وكذلك الجزء الشمالي من قبرص). نشأت منطقة عازلة عبر الجزيرة على طول خط وقف إطلاق النار لفصل الجزء الشمالي الذي تسيطر عليه تركيا من الجزيرة عن الجنوب. تمر المنطقة العازلة عبر شارع ليدرا. بعد عدة محاولات فاشلة للتوصل إلى اتفاق بين الطائفتين، أعيد فتح شارع ليدرا في 3 أبريل 2008.
إلى الشرق من شارع ليدرا، كانت ساحة فانيروميني مركز نيقوسيا قبل عام 1974. تستضيف الساحة عددًا من المباني والمعالم التاريخية بما في ذلك كنيسة فانيروميني، ومدرسة فانيروميني، ومكتبة فانيروميني، وضريح الرخام. كنيسة فانيروميني هي كنيسة بنيت عام 1872 بدلًا من كنيسة أخرى تقع في نفس الموقع، وبُنيت مع بقايا قلعة لا كافا والدير. هناك يرقد رئيس الأساقفة والأساقفة الآخرين الذين أعدمهم العثمانيون في ساحة السراي خلال ثورة 1821. يمكن العثور على قصر رئيس الأساقفة في ساحة رئيس الأساقفة كيبريانوس. على الرغم من أنه يبدو قديمًا جدًا، لكنه تقليد رائع للطراز الفينيسي النموذجي، وبُني عام 1956. بجوار القصر توجد كاتدرائية القديس يوحنا القوطية المتأخرة (1665) ذات اللوحات الجدارية الخلابة. تؤدي الساحة إلى شارع أوناساجورو، وهو شارع تسوق مزدحم آخر في المركز التاريخي.
الأسوار المحيطة بالمدينة القديمة لها ثلاث بوابات. بوابة كيرينيا مسؤولة عن النقل إلى الشمال، وخاصة كيرينيا، وبوابة فاماغوستا مسؤولة عن النقل من فاماغوستا ولارنكا وليماسول وكارباسيا، وبوابة بافوس للنقل إلى الغرب وخاصة بافوس. جميع البوابات الثلاث محفوظة جيدًا، وتعمل بوابة فاماغوستا مكانًا للمعارض الفنية والحفلات الموسيقية. من الواضح أن المركز التاريخي موجود داخل الأسوار، لكن المدينة الحديثة تطورت إلى أبعد من ذلك.
في الوقت الحاضر، الساحة الرئيسية للمدينة هي ساحة إليفثيريا (الحرية)، مع قاعة المدينة، ومكتب البريد، والمكتبة. تربط الساحة، التي أعاد تصميمها مهندسو زها حديد وسلموها للجمهور في عام 2021، المدينة القديمة بالمدينة الجديدة حيث يمكن للمرء العثور على شوارع التسوق الرئيسية مثل شارع ستاسيكراتوس المرموق، وشارع ثيميستوكلي ديرفي، وشارع مكاريو.
تشتهر نيقوسيا أيضًا بمتاحفها الرائعة. يحتوي قصر رئيس الأساقفة على متحف بيزنطي يحتوي على أكبر مجموعة من الأيقونات الدينية في الجزيرة. متحف بلدية ليفينتيس هو المتحف التاريخي الوحيد في نيقوسيا ويحيي أساليب الحياة القديمة في العاصمة منذ العصور القديمة وحتى أيامنا هذه. تشمل المتاحف الأخرى المثيرة للاهتمام متحف الفنون الشعبية، ومتحف الكفاح الوطني (الذي يوثق التمرد ضد الإدارة البريطانية في الخمسينيات من القرن العشرين)، والمتحف الإثنوغرافي القبرصي (بيت الترجمان حاجيجيورجاكيس كورنيسيوس من القرن الثامن عشر)، ومركز الحرف اليدوية.
تستضيف نيقوسيا أيضًا مقر رئيس الأساقفة الأرمني، ومعبد بوذي صغير، ومقر رئيس الأساقفة الماروني، وكنيسة رومانية كاثوليكية.

### شمال الخط الأخضر
في وسط المدينة المسورة تقع ساحة سارايونو. تُعرف الساحة بأنها «قلب نيقوسيا» وكانت تاريخيًا المركز الثقافي لمجتمع القبارصة الأتراك. في منتصف الساحة يقف العمود الفينيسي، المعروف ببساطة باسم «المسلة» للسكان المحليين ورمزًا لحكومة البلاد. جلب الفينيسيين العمود من المدينة القديمة سلاميس في عام 1550. يربط شارع غرن ساحة السارايونو ببوابة كيرينيا وساحة إينونو التي أمامها. يوصف الشارع بأنه «رمز المدينة المسورة»، ويحتوي على العديد من المحلات التجارية والمطاعم.
بجوار نقطة تفتيش شارع ليدرا توجد منطقة أراستا. أصبحت المنطقة مخصصة للمشاة في عام 2013 وهي تضم شبكة من شوارع التسوق التاريخية التي تعكس تقاليد التسوق الشرقية مع الطعام والمنتجات التقليدية. بالقرب منها يوجد بويوك خان، أكبر خان في الجزيرة ويعتبر واحدًا من أروع المباني في قبرص، بناه العثمانيون في عام 1572 وهو مركز ثقافي. إلى الغرب من شارع غرن يقع حي سامان بهتشة، الذي بنته الحكومة في القرن التاسع عشر، ويعتبر المثال الأول للإسكان الاجتماعي في الجزيرة. ما تزال المنطقة منطقة سكنية، وتعتبر واحدة من أفضل تمثيلات الثقافة القبرصية. نقطة مركزية أخرى في المدينة المسورة هي مسجد السليمية، الذي بُني أصلًا باسم كاتدرائية القديسة صوفيا. يُعد المسجد المركز الديني الرئيسي في شمال قبرص. بُني بين عامي 1209 و1228 بواسطة الكنيسة اللاتينية في قبرص، بأسلوب قوطي يشبه الكاتدرائيات الفرنسية. بجوار المسجد يوجد بيدستان، وهي كنيسة يونانية كبيرة بُنيت في القرنين البيزنطي والقوطي في القرن الرابع عشر. استخدِمت سوقًا في العصر العثماني. اليوم، تُستخدم مركزًا ثقافيًا تُقام فيه مختلف الأنشطة الثقافية مثل الحفلات الموسيقية والمهرجانات.
الأحياء في نيقوسيا خارج المدينة المسورة أكثر اتساعًا، حيث الطرق والمفترقات أوسع مقارنة بالمدينة المسورة. تتميز هذه المناطق بمباني خرسانية متعددة الطوابق. في ضواحي المدينة، بُني عدد كبير من الفيلات الفاخرة والضخمة التي تعود إلى الطبقة الوسطى والعليا. يعتبر شارع ديربوي المركز الحديث للجزء الشمالي من المدينة ويُعد مركزًا للترفيه.

## السياسة والإدارة

### حوكمة منطقة العاصمة
تُدار نيقوسيا الكبرى بواسطة عدة بلديات. في المركز تقع بلدية مدينة نيقوسيا نفسها. البلديات الأخرى تشمل ستروفولوس، ولاكاتاميا، ولاتسيا، وأجلالدجيا، وأنغومي، وأجيوس ديميتيوس، وييري وتسيري اللتان تشكلتا حديثًا (اعتبارًا من عام 2011).
يبلغ عدد سكان المنطقة الحضرية 300,000 (تعداد عام 2011، بالإضافة إلى التعداد السكاني الذي يديره القبارصة الأتراك لعام 2006) منهم 100,000 يعيشون داخل منطقة بلدية نيقوسيا. نظرًا لأن بلدية نيقوسيا لديها إدارات بلدية مجتمعية منفصلة، فإن عدد سكان ستروفولوس (67.904 (تعداد 2011)) هو في الواقع الأكبر بين جميع السلطات المحلية في نيقوسيا الكبرى.
يقيم معظم السكان داخل بلدية نيقوسيا في المناطق النائية التي ضمت مؤخرًا وهي كايماكلي، وبالوريوتيسا، وأومورفيتا، وآيي أومولوييتس.
لا توجد سلطة حضرية في حد ذاتها لنيقوسيا الكبرى، وتقع الأدوار والمسؤوليات والوظائف المختلفة للمنطقة الأوسع على عاتق إدارة منطقة نيقوسيا، وهيئات مثل مجلس مياه نيقوسيا، وإلى حد ما، بلدية نيقوسيا.
يزود مجلس المياه في نيقوسيا البلديات التالية بالمياه: نيقوسيا، وستروفولوس، وأجلالدجيا، وأنغومي، وآي. دوميتيوس، ولاتسيا، وبيري وتسيري. يتكون المجلس من ثلاثة أشخاص يرشحهم مجلس كل بلدية، بالإضافة إلى ثلاثة أعضاء تعينهم الحكومة، وهم عادة مسؤول منطقة نيقوسيا، الذي يرأس المجلس، والمحاسب العام، ومدير إدارة المياه. يزود المجلس أيضًا أنثوبوليس وإرجيتس بالمياه، وتوفر الحكومة ممثلين لهما. بالتالي يكون المجلس تحت سيطرة أغلبية البلديات في نيقوسيا الكبرى في تقديم هذه الخدمة الحيوية للحكومة المحلية.

## المناخ
تتمتع نيقوسيا بمناخ حار شبه جاف (أقليم مناخية شبه جافة)، مع صيف طويل، حار وجاف بالإضافة إلى شتاء رطب ومعتدل.
| البيانات المناخية لـنيقوسيا             | البيانات المناخية لـنيقوسيا | البيانات المناخية لـنيقوسيا | البيانات المناخية لـنيقوسيا | البيانات المناخية لـنيقوسيا | البيانات المناخية لـنيقوسيا | البيانات المناخية لـنيقوسيا | البيانات المناخية لـنيقوسيا | البيانات المناخية لـنيقوسيا | البيانات المناخية لـنيقوسيا | البيانات المناخية لـنيقوسيا | البيانات المناخية لـنيقوسيا | البيانات المناخية لـنيقوسيا | البيانات المناخية لـنيقوسيا |
| الشهر                                   | يناير                       | فبراير                      | مارس                        | أبريل                       | مايو                        | يونيو                       | يوليو                       | أغسطس                       | سبتمبر                      | أكتوبر                      | نوفمبر                      | ديسمبر                      | المعدل السنوي               |
| --------------------------------------- | --------------------------- | --------------------------- | --------------------------- | --------------------------- | --------------------------- | --------------------------- | --------------------------- | --------------------------- | --------------------------- | --------------------------- | --------------------------- | --------------------------- | --------------------------- |
| الدرجة القصوى °ف                        | 71.1                        | 72.0                        | 77                          | 89.1                        | 100.0                       | 115.0                       | 113                         | 136.0                       | 109.0                       | 93.9                        | 82.9                        | 73.0                        | 136.0                       |
| متوسط درجة الحرارة الكبرى °ف            | 59.5                        | 60.6                        | 65.5                        | 75.7                        | 85.1                        | 93.0                        | 98.4                        | 98.1                        | 92.5                        | 82.9                        | 71.2                        | —                           | —                           |
| متوسط درجة الحرارة الصغرى °ف            | 41.4                        | 41.0                        | 43.5                        | 50.2                        | 58.1                        | 65.8                        | 71.2                        | 70.9                        | 65.3                        | 59.0                        | 50.4                        | 44.2                        | 55.1                        |
| أدنى درجة حرارة °ف                      | 24.1                        | 23                          | 28.0                        | 34.0                        | 39.0                        | 45.0                        | 48.0                        | 44.1                        | 37.0                        | 30.0                        | 26.1                        | 21.9                        | 21.9                        |
| الهطول إنش                              | 1.9                         | 1.9                         | 1.5                         | 0.9                         | 0.9                         | 0.3                         | 0.0                         | 0.3                         | 0.2                         | 0.9                         | 1.2                         | 2.3                         | 12.3                        |
| الدرجة القصوى °م                        | 21.7                        | 22.2                        | 25                          | 31.7                        | 37.8                        | 46.1                        | 45                          | 57.8                        | 42.8                        | 34.4                        | 28.3                        | 22.8                        | 57.8                        |
| متوسط درجة الحرارة الكبرى °م            | 15.3                        | 15.9                        | 18.6                        | 24.3                        | 29.5                        | 33.9                        | 36.9                        | 36.7                        | 33.6                        | 28.3                        | 21.8                        | —                           | —                           |
| متوسط درجة الحرارة الصغرى °م            | 5.2                         | 5.0                         | 6.4                         | 10.1                        | 14.5                        | 18.8                        | 21.8                        | 21.6                        | 18.5                        | 15.0                        | 10.2                        | 6.8                         | 12.8                        |
| أدنى درجة حرارة °م                      | −4.4                        | −5                          | −2.2                        | 1.1                         | 3.9                         | 7.2                         | 8.9                         | 6.7                         | 2.8                         | −1.1                        | −3.3                        | −5.6                        | −5.6                        |
| الهطول سم                               | 4.8                         | 4.7                         | 3.7                         | 2.2                         | 2.2                         | 0.7                         | 0.1                         | 0.7                         | 0.6                         | 2.2                         | 3.1                         | 5.8                         | 30.8                        |
| المصدر: المنظمة العالمية للأرصاد الجوية |                             |                             |                             |                             |                             |                             |                             |                             |                             |                             |                             |                             |                             |

## صور

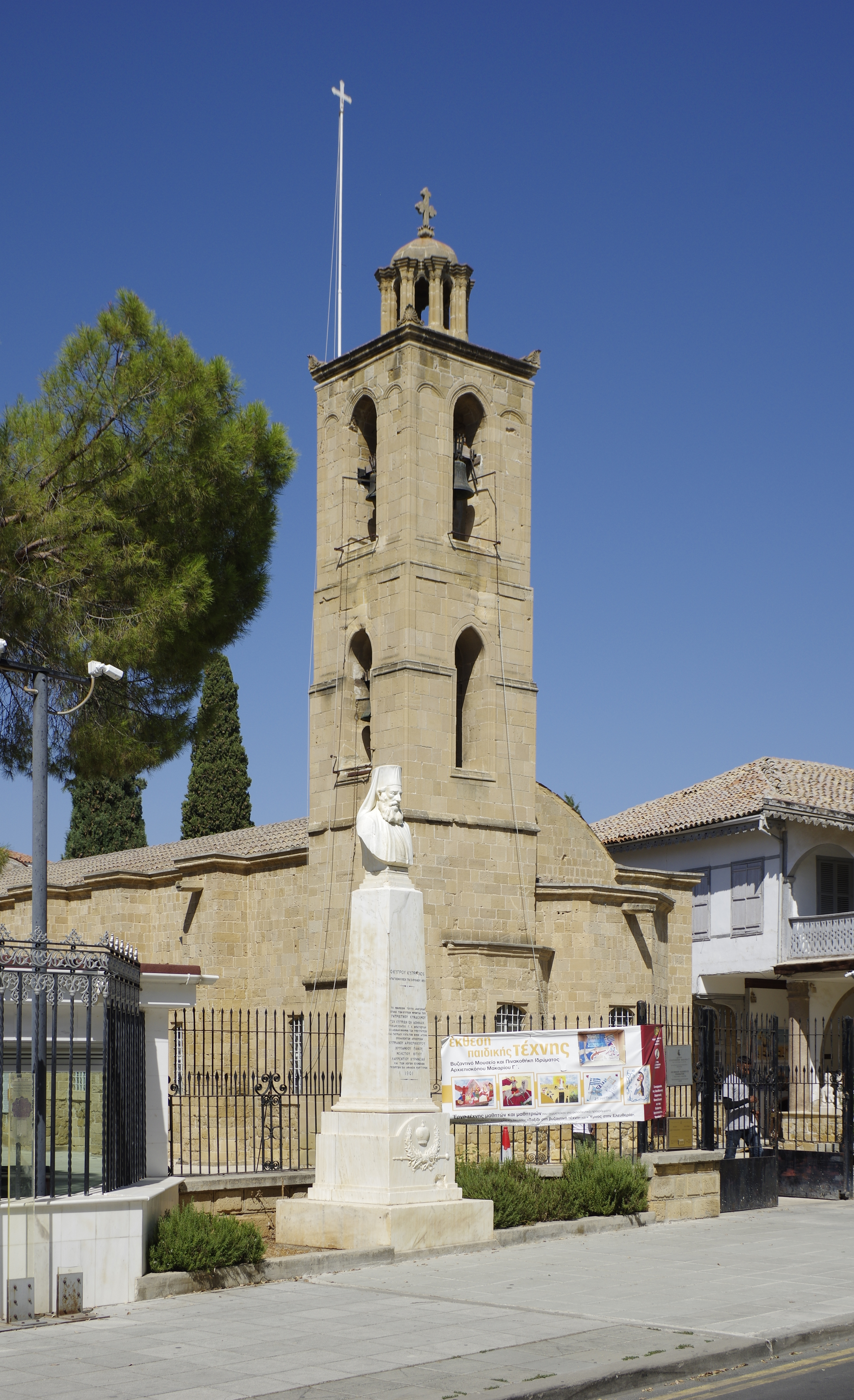
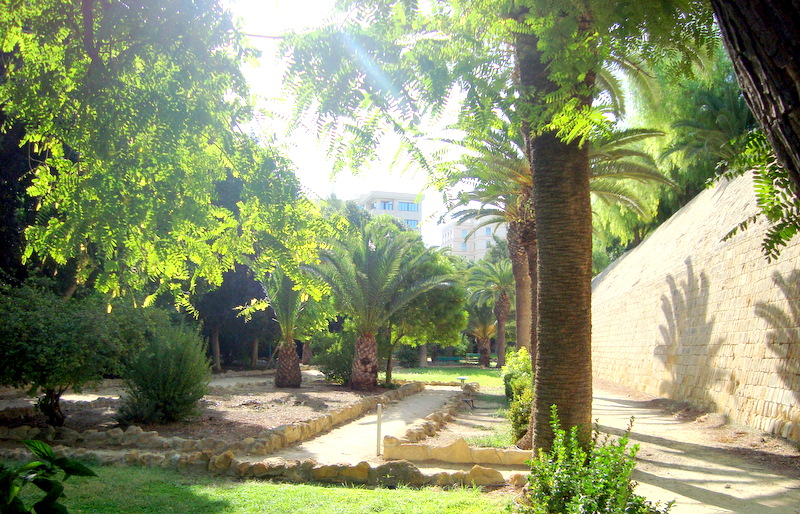
متنزه.
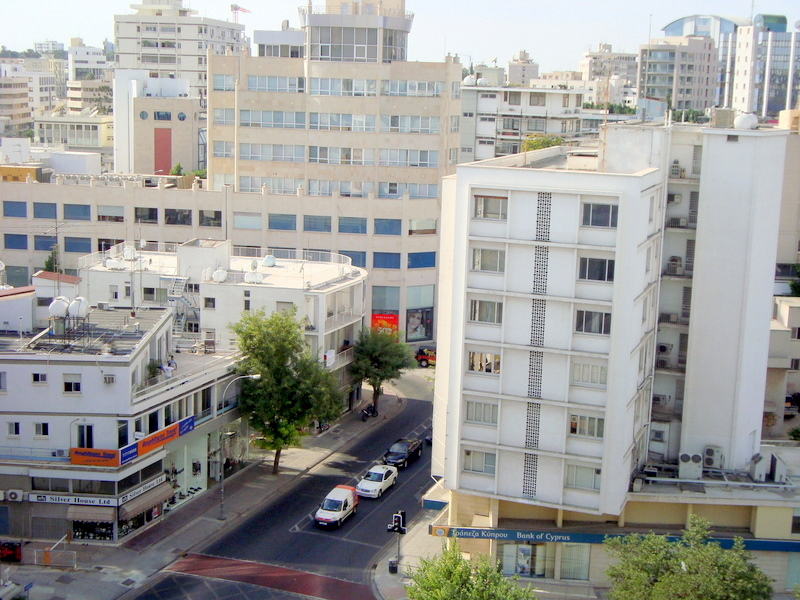
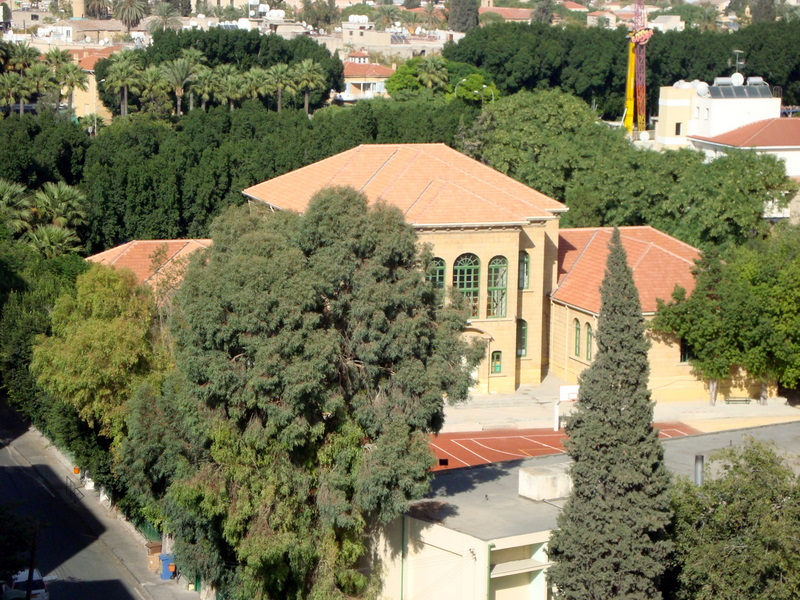
مدؤسة تاريخية.
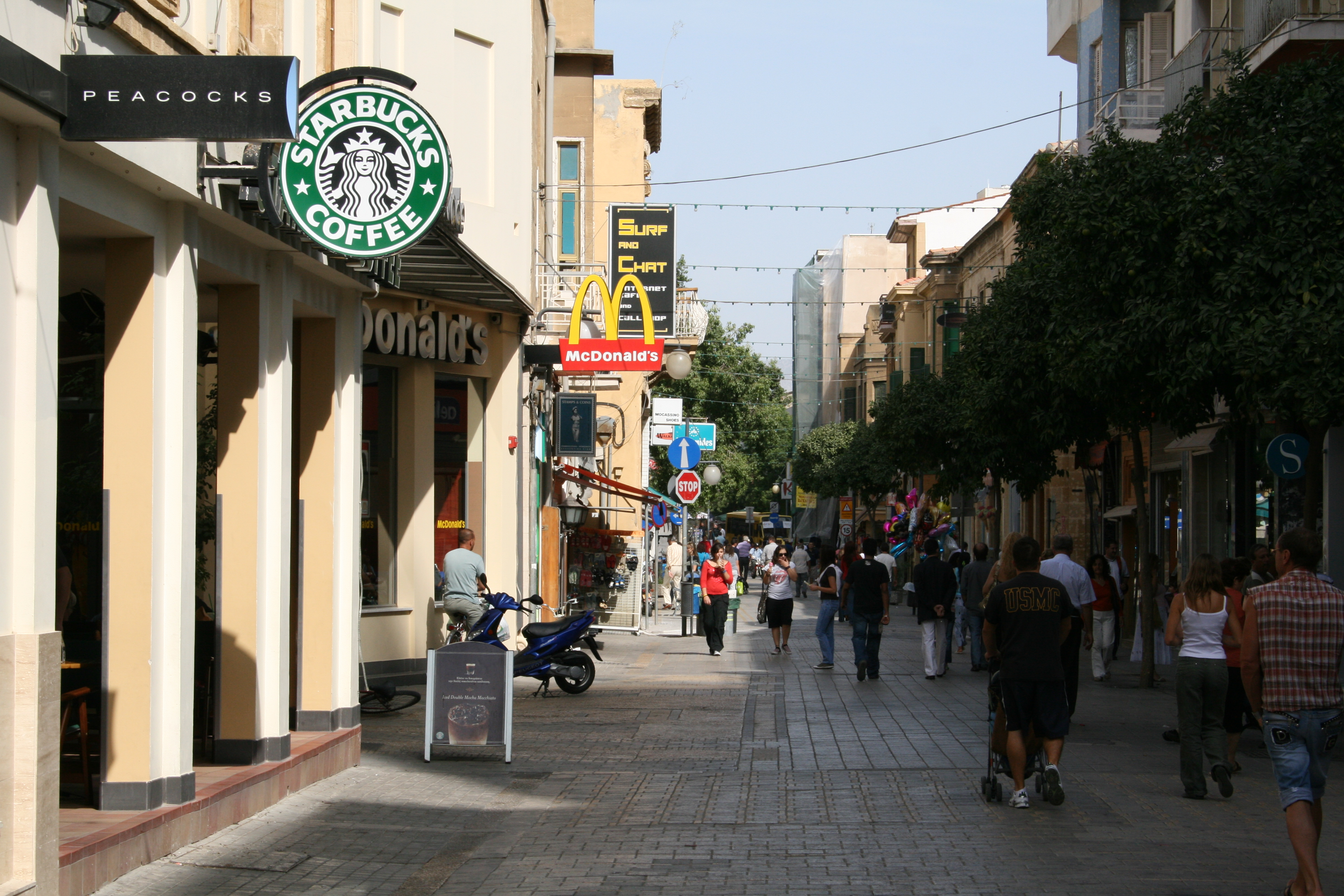
شارع ليدرا.
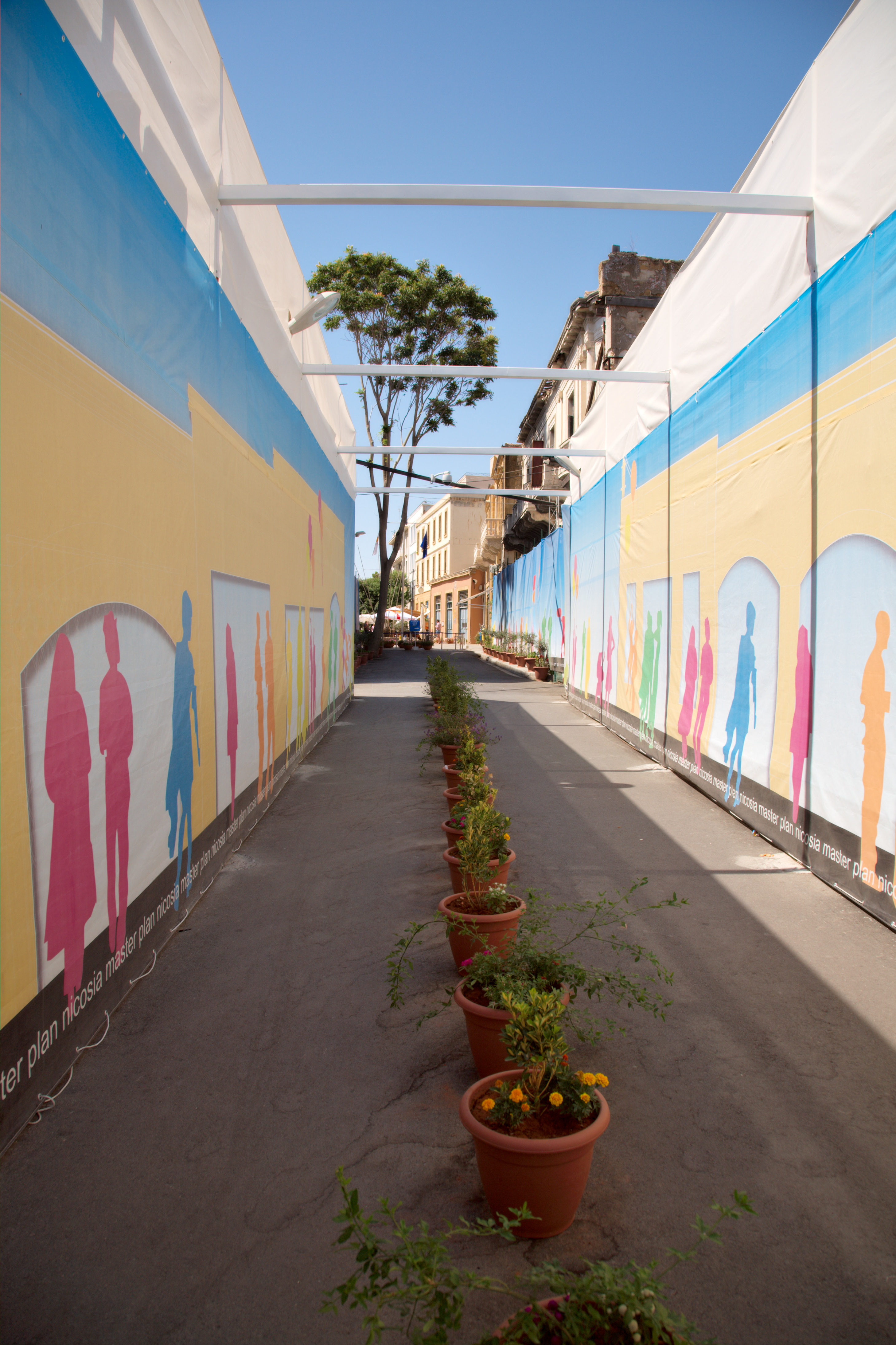
شارع ليدرا.

## متاحف نيقوسيا
- المتحف القبرصي
- متحف الشرطة (قبرص)